# بورستكوين
البورستكوين Burstcoin هي عملة تشفير رقمية ونظام دفع قائم على أساس تكنولوجيا سلسلة الكتل blockchain . تم تقديم البورستكوين في منتدى bitcointalk.org في 10 أغسطس 2014 كعملة ترتكز على Nxt. يتم استخلاص البورستكوين باستخدام خوارزمية تسمى إثبات القدرة (PoC)  يستخدم المعدنون تخزين الكمبيوتر بدلا من الطريقة التقليدية للحسابات الحاسوبية المعقدة الدائمة والمكلفة من حيث استهلاك الطاقة.
تعد المتطلبات الطاقية لتعدين البورستكوين هي الأدنى مقارنة مع معظم العملات المشفرة مما يجعل البورستكوين إحدى العملات الأكثر فعالية في استخدام الطاقة في مجال العملات المشفرة. تسمح منصة Nxt blockchain بمرونة التطوير، وضمان حرية المطورين في إنشاء التطبيقات. ويمكن اعتبار البورستكوين كالجيل المقبل من مشروع تطبيق التشفير (غالبا ما تسمى cryptocurrency 2.0) على النقيض من الجيل الأول العملات المشفرة مثل بيتكوين.

## التاريخ

### أصل دخولها للمجال
تم إطلاق البورستكوين للعموم في 10 أغسطس 2014 على bitcointalk.org من قبل المطور الأصلي المعروف بالاسم المستعار "Burstcoin". ولا تزال هويتهم الحقيقية غير معروفة اليوم. تم إطلاق هذه العملة دون دون طرح عام أولي (IPO) أو ما قبل التعدين  Premine. تم نشر مجموعة الإنشاء في 11 أغسطس 2014. وبعد عام تقريبا، اختفى المطور الرئيسي "Burstcoin" دون إعطاء أي تفسير.
ولكونه مشروعا مفتوح المصدر، أخذ أعضاء آخرون في تطوير "Burstcoin". في 11 كانون الثاني / يناير 2016، تم إنشاء موضوع منتدى جديد على Bitcointalk.org من قبل أحد الأعضاء. لا يزال يجري تطوير الشفرة الأساسية بنشاط من قبل مجموعة واسعة من المساهمين من جميع أنحاء العالم.

### الابتكارات
البورستكوين هي العملة المشفرة الأولى التي تستخدم خوارزمية إثبات القدرة. تم تنفيذ إثبات القدرة بنجاح من قبل المطور الأصلي، الذي استعمل اسم "Burstcoin" على منتديات bitcointalk.
وكانت البورستكوين العملة المشفرة الأولى التي تستخدم لتنفيذ العمل، عقود «كمال تورنغ» الذكية في بيئة واقعية على شكل المعاملات الآلية (AT)، حدث هذا قبل كل من Ethereum و Counterparty. وظهر تطبيق هذه العقود الذكية في شكل أول يانصيب لامركزي في العالم. صبح أول برنامج على الإطلاق على رأس سلسة الكتل يعمل بطريقة لا مركزية غير موثوقة. وتشمل حالات الاستخدام الأخرى للمعاملات الآلية كالتمويل الجماعي اللامركزي.
وهناك ابتكار حديث من قبل Burstcoin و Qora هو المعاملات عبر السلسلة الذرية (ACCT)، وهذا يسمح للتجارة اللامركزية الكاملة بين عملتين مشفرتين دون الحاجة لأي طرف ثالث، وتسمى محول عملات. تم إجراء معاملات عبر سلسلة بنجاح بين Burstcoin و Qora.

## التصميم

### سلسلة الكتل
سلسلة كتل البورستكوين هو سجل عمومي الذي يسجل كل معاملة. يتم توزيعه بالكامل ويعمل دون سلطة مركزية موثوق بها: يتم الحفاظ على سلسلة الكتل من قبل شبكة من أجهزة الكمبيوتر المعروفة باسم العقد، تقوم بتشغيل برنامج البورستكوين.

### المِلكية
ملكية البورستكوين تعني أن المستخدم يمكن أن ينفق البورستكوينات المرتبطة بعنوان محدد. ولكي يحدث ذلك، يجب على الدافع توقيع المعاملة رقميا باستخدام المفتاح المفتاح الخاص. دون معرفة المفتاح الخاص، لا يمكن توقيع الصفقة ولا يمكن إنفاق البورستكوين. تتحقق الشبكة من التوقيع باستخدام المفتاح العام. وفي حالة فقدان المفتاح الخاص، لن تعترف شبكة البورستكوين بأي دليل آخر على الملكية؛ وبالتالي فإن القطع النقدية تصبح غير صالحة للاستخدام وتضيع.

### المعاملات
ملخص عن معاملة البورستكوين كما يلي: يقوم المرسل بتفصيل الاعدادات حسب نوع المعاملة المطلوبة (إرسال الأموال، إنشاء اسم مستعار، إرسال رسالة، إصدار أصل أو طلب أصل). يتم التحقق من صلاحية جميع قيم مدخلات المعاملة. إذا تم التثبت من أن المعاملة صالحة يتم حساب المفتاح العمومي لحساب التوليد باستخدام عبارة المرور السرية المقدمة. يتم إنشاء معاملة جديدة، مع تعيين قيمة نوع ونوع فرعي لتطابق نوع المعاملة التي يتم إنشاؤها. يتم تضمين كافة الاعدادات المحددة في موضوع المعاملة. يتم إنشاء معرف معاملة فريد بإنشاء الموضوع. يتمتوقيع المعاملة رقميا باستخدام  المفتاح الخاص للحساب المرسل. يتم تضمين بيانات المعاملات المشفرة ضمن رسالة توجيه أنداد الشبكة لمعالجة المعاملة. ثم يتم بث المعاملة إلى جميع الأنداد على الشبكة. وتستند معاملات البورستكوين على قاعدة شفرة Nxt. رمز قاعدة. يمكن العثور على شرح مفصل لعملية الصفقة على صفحتها في ويكيبيديا.

### التعدين (إثبات القدرة)
وتستند عملية التعدين إلى خوارزمية إثبات القدرة (PoC)، الموضحة في المستند التقني الذي كتبه ستيفان دزيمبوسكي Stefan Dziembowski وسيباستيان فاوست Sebastian Faust وفلاديمير كولموغوروف Vladimir Kolmogorov وكريستوف بيترزاك Krzysztof Pietrzak. من أجل تعدين البورستكوين يحسب كل مُعدن أولا مجموعة البيانات كبيرة والتي يتم حفظها في أداة تخزين الكمبيوتر. وتعرف مجموعات البيانات هذه بالمخططات plots. في كل كتلة جديدة من سلسلة الكتل يقوم كل مُعدن من خلال مجموعة صغيرة فرعية (حوالي 0.024%) بقراءة المخططات المحفوظة الخاصة به والعودة كنتيجة فاصل زمني في ثوان تعرف باسم الموعد النهائي. يفوز المُعدن ذو أدنى موعد نهائي بالكتلة ومن تم يكافأ برسوم المعاملات ومكافأة الكتلة المتناقصة للبورستكوين.
تقتصر الموارد الحاسوبية للتعدين على الوقت الذي يستغرقه المُعدن في العثور على أدنى موعد نهائي له، وبمجرد تقديم الموعد النهائي لن يكون بحاجة إلى موارد حاسوبية أخرى إلى حين الكتلة التالية، مما يجعل م البورستكوين أكثر كفاءة في استخدام الطاقة. الحجم الكلي للتعدين مماثل لسرعة التعدين المستخدمة من قبل العملات المشفرة أخرى. نقطة دخول أجهزة تعدين البورستكوين هي في الحد الأدنى كما يمكن حاليا تعدينها على جهاز الأندرويد.
ويعتقد أيضا أن إثبات القدرة له إثبات ASIC .  وتستند خوارزمية إثبات قدرة البورستكوين على إثبات العمل، لذلك من الناحية النظرية يمكن للمرء حساب البراهين في الوقت الحقيقي. ومع ذلك، فإنه ليس من الممكن حاليا استكمال ما يكفي من العمل الذي يتعين القيام به خلال فترة زمنية مدتها 4 دقائق حتى أن ال ASIC الأكثر كفاءة من حيث التكلفة لا يمكن أن يقوم بالتعدين بكفاءة كافية لجعلها أرخص للاستخدام من القرص الصلب.

### مجموعات التعدين
وبالنظر إلى أن العثور على الموعد النهائي الأصغر قد يستغرق وقتا طويلا، فإن بعض المُعدنين يقومون بالتعدين بشكل جماعي في ما يعرف باسم مجموعات التعدين. تسمح مجموعات التعدين للمعدنين بتوزيع مداخيل البورستكوين بشكل أكثر توازنا: يتم توزيع المكافأة لكل كتلة فازت بها المجموعة بين المعدنين في تلك المجموعة. وباستخدام مجموعات التعدين، فإن صغار المعدنين يمكن أن يتنافسوا بشكل جماعي مع المعدنين المنفردين الأكبر حجما. عندما يتم الفوز بكتلة يحصل تجمع التعدين الذي وجد أدنى موعد نهائي عادة على ما بين 50٪ و 60٪ من مكافأة الكتلة. بدلا من ذلك فإن المُعدن المنفرد يفوز 100٪ من مكافأة الكتلة.

## المميزات
وتستند مجموعة المميزات الأساسية للبورستكوين على منصة نكست Nxt التي تسمح بإضافة الخدمات الخارجية التي سيتم بناؤها على رأس سلسلة الكتل. تأتي محفظة البورستكوين في نسختين: محفظة على شبكة الإنترنت (online wallet) وإصدار سطح المكتب ويندوز (Windows Client) الذي هو أساسا مجمع لمحفظة الويب ومثال محلي مع بعض الوظائف المضافة. يمكن للمستخدمين الوصول إلى حسابهم من أي مكان في العالم فقط عبر الاتصال بالإنترنت ومتصفح ويب. مميزات محفظة البورستكوين تشتمل (ولكن لا تقتصر على) ما يلي:

### نسخة الأندرويد
تم إصدار نسخة أندرويد من محفظة البورست في عام 2016. على الرغم من أنها تتوفر في الوقت الراهن فقط على مجموعة فرعية من ملامح إصدار PC الذي يسمح للمستخدمين بتخطيط سعة تخزين الجهاز، لتعدين النقود بواسطته وإرسال واستقبال البورستكوين على أي جهاز أندرويد قادر.

### تبادل الأصول
بورصة تبادل الأصول هي منصة تبادل الند للند مدمجة في محفظة البورست. وهي تعمل في المقام الأول كمنصة تداول لامركزية آمنة لأصول البورست. وتعتمد شعبية تبادل الأصول على غياب أي طرف ثالث، مما يسمح بتحسين الكفاءة وتخفيض التكاليف. إن أصل الرشقة هو في الأساس رمزا لتمثيل أي شيء يعتبره مصدر الأصول ذا قيمة بحيث يمكن تداوله، ومن الأمثلة الشائعة على هذه الأصول بما فيها الأسهم: مجمعات التعدين وصناديق التقاعد وأجهزة التعدين المشفر ومواقع المقامرة المشفرة واستثمارات الفضة.

### المعاملات الآلية (العقود الذكية)

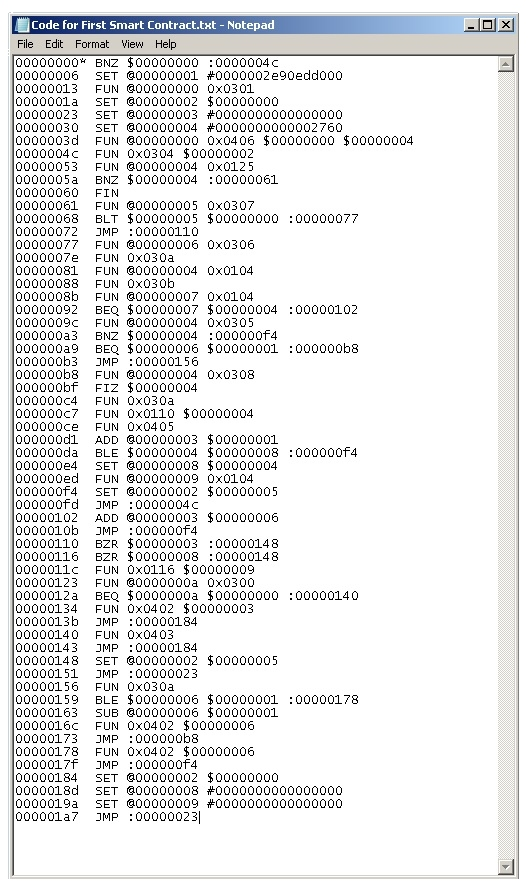
لقطة من أول عقد ذكي باستخدام البورستكوين

العقود الذكية هي حالات تعاقدية ذاتية التنفيذ، مخزنة على سلسلة الكتل. باختصار فإن المعاملة التلقائية عبارة عن مجموعة "كاملة" من التعليمات البرمجية للبايت التي يتم تنفيذها بواسطة مترجم شفرات البايتات المدمجة في مضيفها. تدعم منصة AT المضيفة تلقائيا مختلف التطبيقات من ألعاب الحظ على التمويل الجماعي الآلي وضمان أن لا يضيع "الادخار على المدى الطويل" إلى الأبد.

### التمويل الجماعي
إن ميزة التمويل الجماعي هو أنها يسمح للمستخدمين داخل مجتمع البورست بجمع الأموال في البورست لمبدعي المشروع بطريقة لامركزية.

### خدمة الضمان
محفظة البورستكوين لديها خدمة ضمان غير مبنية، تسمح لكمية من البورستكوينات أن يمسكها طرف ثالث نيابة عن الأطراف المتعاملة.

### السوق
وتشمل محفظة البورستكوين سوق لامركزية تماما حيث يمكن لمستخدمي البورستكوين رؤية عروض بيع المستخدمين الآخرين عن طريق الرجوع لمعرف حسابهم. ويستعرض جميع بنود صاحب الحساب المعين المعروضة للبيع.

## الجوانب النقدية

### الوحدات
وتعرف وحدة واحدة من البورستكوين باسم Burst. رمز البورستكوين هو BURST. 

### البيع والشراء
يمكن شراء وبيع البورستكوين في التبادلات على الإنترنت مقابل البيتكوين. يتم تداول البورستكوين بنشاط عبر التبادلات التالية.
- Poloniex[22]
- C-CEX[23]
- Bittrex[24]
- Livecoin[25]
- Bitsquare[26]